# Elizabeth Amolofo
Elizabeth Amolofo (* 2. September 1981) ist eine ghanaische Leichtathletin.

## Persönliche Bestzeiten
- 11,91 s (100 m, 2006)
- 24,12 s (200 m, 2007)
- 54,25 s (400 m, 2008)